# Teriomima galenides
Teriomima galenides är en fjärilsart som beskrevs av Holland 1895. Teriomima galenides ingår i släktet Teriomima och familjen juvelvingar. Inga underarter finns listade i Catalogue of Life.